# Catedral de San Trifón
La Catedral de San Trifón (en montenegrino: Katedrala Svetog Tripuna / Катедрала Светог Трипуна) es una basílica que se localiza en la ciudad de Kotor. Se trata de una de las dos catedrales católicas en Montenegro. Es la sede de la diócesis de Kotor, que abarca todo el golfo, actualmente dirigido por el obispo monseñor Ilija Janjić.
Kotor es uno de los mejor conservados y más hermosos pueblos medievales fortificados en el Mediterráneo. El templo fue construido en honor a San Trifón (nombre local Sveti Tripun), patrono y protector de la ciudad, en el mismo lugar donde una antigua iglesia ya existía desde mucho tiempo antes.